# Pristimantis hamiotae
Pristimantis hamiotae là một loài động vật lưỡng cư trong họ Strabomantidae, thuộc bộ Anura. Loài này được Flores miêu tả khoa học đầu tiên năm 1994.